# Amesbury (Massachusetts)
Amesbury ist eine Kleinstadt im Essex County des Bundesstaats Massachusetts in den Vereinigten Staaten. Das U.S. Census Bureau hat bei der Volkszählung 2020 eine Einwohnerzahl von 17.366 ermittelt.   
Amesbury liegt am linken Ufer des Merrimack River in der Nähe seiner Mündung, stromaufwärts von Salisbury und auf der anderen Seite des Flusses von Newburyport und West Newbury. Die ehemalige Landwirtschafts- und Mühlenstadt Amesbury besteht heute überwiegend aus Wohngebieten. 

## Geschichte
Die Region wurde im 17. Jahrhundert von Europäern besiedelt. Amesbury wurde 1668 als Town gegründet aus einer Siedlung die bis 1667 den Namen New Salisbury trug. Sie wurde nach Amesbury in England benannt. 1997 wurde Amesbury von einer Town zu einer City erhoben.

## Demografie
Laut einer Schätzung von 2019 leben in Amesbury 17.532 Menschen. Die Bevölkerung teilt sich im selben Jahr auf in 96,1 % Weiße, 0,6 % Afroamerikaner, 0,3 % amerikanische Ureinwohner, 1,1 % Asiaten und 1,9 % mit zwei oder mehr Ethnizitäten. Hispanics oder Latinos aller Ethnien machten 2,5 % der Bevölkerung aus. Das mittlere Haushaltseinkommen lag bei 82.468 US-Dollar und die Armutsquote bei 6,3 %.

## Infrastruktur
Amesbury wird von zwei Interstate Highways bedient. Die Interstate 495 verläuft von Westen nach Osten durch die Stadt und endet an der Interstate 95 gleich hinter der Stadtgrenze zu Salisbury.

## Söhne und Töchter der Stadt
- Josiah Bartlett (1729–1795), Arzt und Politiker
- Daniel Blaisdell (1762–1833), Arzt und Politiker
- Jeffrey Donovan (* 1968), Schauspieler